# باتروورت
باتروورت (به لاتین: Butterworth, Penang) یک شهر در مالزی است که در North Seberang Perai واقع شده‌است.

## خصوصیات
باتروورت  ۱٬۱۷۵٬۹۱۰ نفر جمعیت دارد و ۸ متر بالاتر از سطح دریا واقع شده‌است.